# ジャングルスタイル

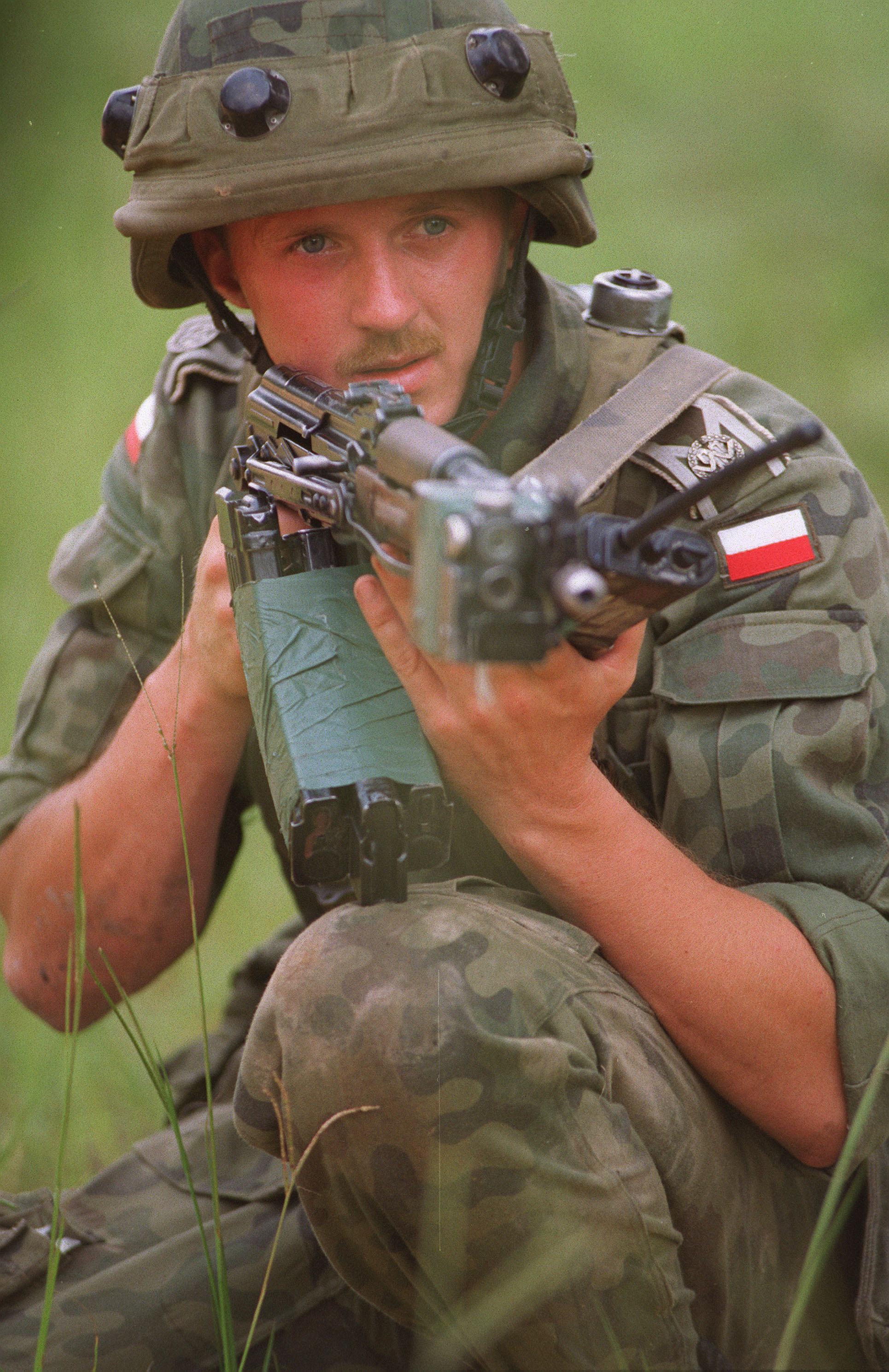
AKMSのマガジンをテープで三本連結して使用するポーランド軍兵士
銃に挿入されていないマガジン二本は弾薬が入っていない状態である

ジャングルスタイル（Jungle style）は、銃のマガジンを粘着テープなどで複数連結し、マガジンの交換にかかる時間を短縮する改造である。

## 概要
発祥は、第二次世界大戦に参加したアメリカ軍兵士のオーディ・マーフィが現地改造で、当時はM1カービン、M1 トンプソン、M3 グリースガンなどにこの改造が施されていた。M1カービンについては、大戦後に30連マガジン用の「ジャングルクリップ」が支給されるようになり、テープなしで容易にマガジンを連結することが可能になった。
ジャングルスタイルは軍や警察だけではなく、ゲリラやテロリスト、民間などにも広く普及しており、マルコム・XがM1カービンを手に家の外の様子を伺う有名な写真でも、テープを使ってジャングルスタイルに改造していることが分かる。
しかし、銃に装填されていないマガジンは内部が露出するため砂やゴミが入りやすく、また、むき出しのマガジンリップ（先端開口部）が何かにぶつかって変形する恐れもあり、装着不良や給弾不良などトラブルの原因となることもある。また銃に装填するマガジンの重量が増えるため、銃が充分な強度を備えていないと、マガジンウェル（弾倉挿入部）やマガジンキャッチ（弾倉止め）が変形・破損するおそれがある。
SIG SG550やH&K G36のように、無改造でジャングルスタイルが可能な設計になっている銃も存在するほか、H&K MP5のマガジンやSTANAG マガジンといった連結機能の無いマガジンを連結させるクリップが存在する。

## ギャラリー

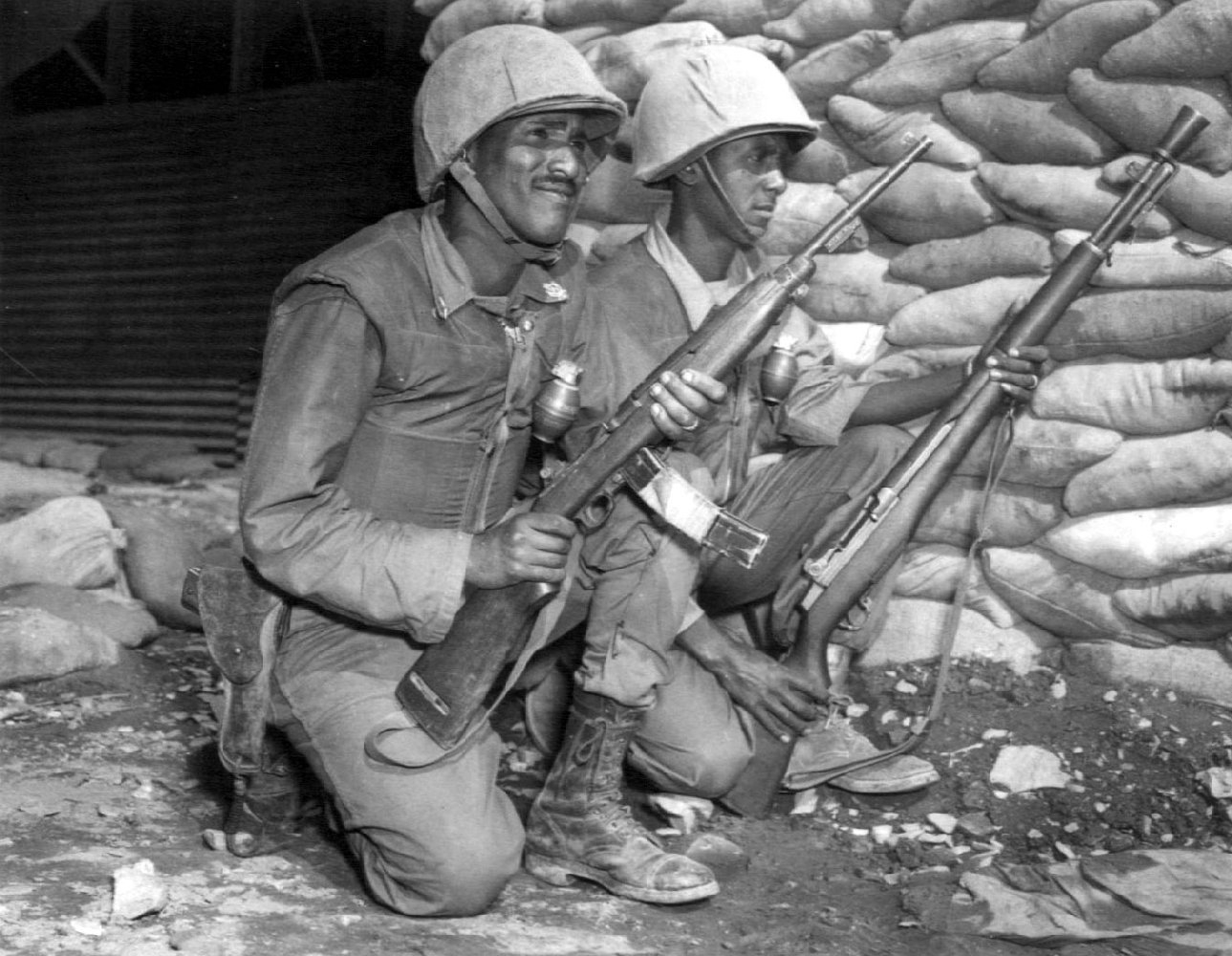
朝鮮戦争でアメリカ製武器を携行するエチオピア兵。 M1カービンのマガジン2本がテープで固定されている。
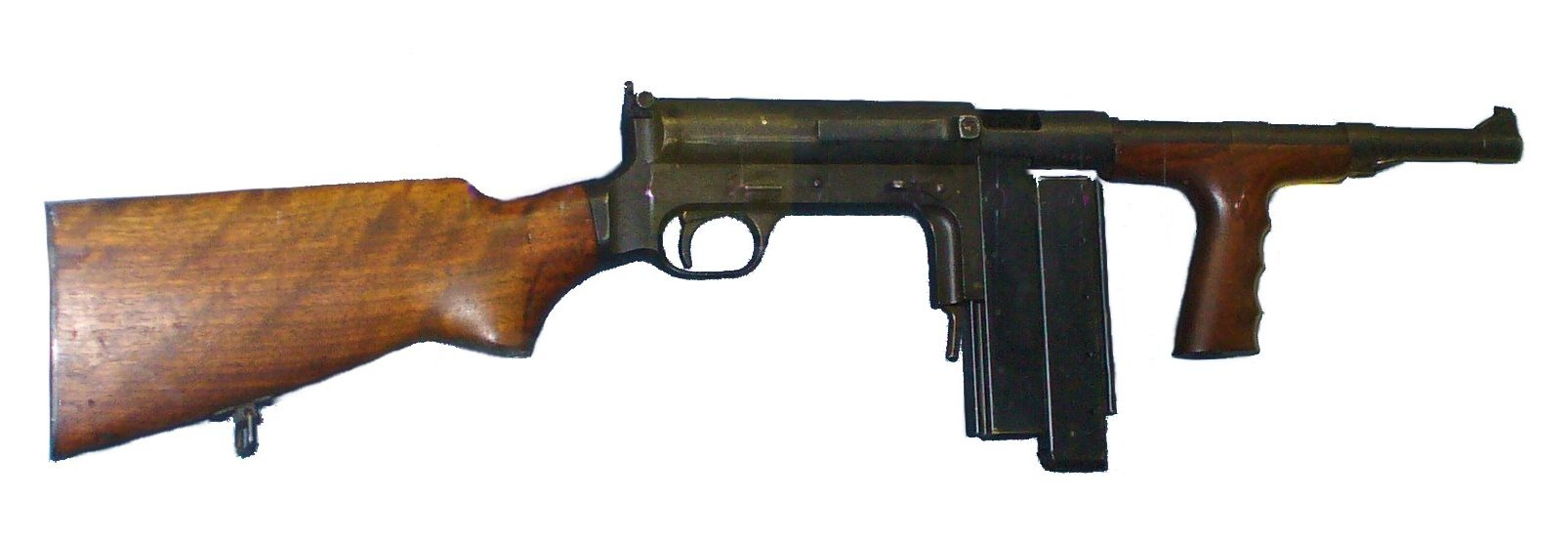
マガジンが溶接されたUD M42。
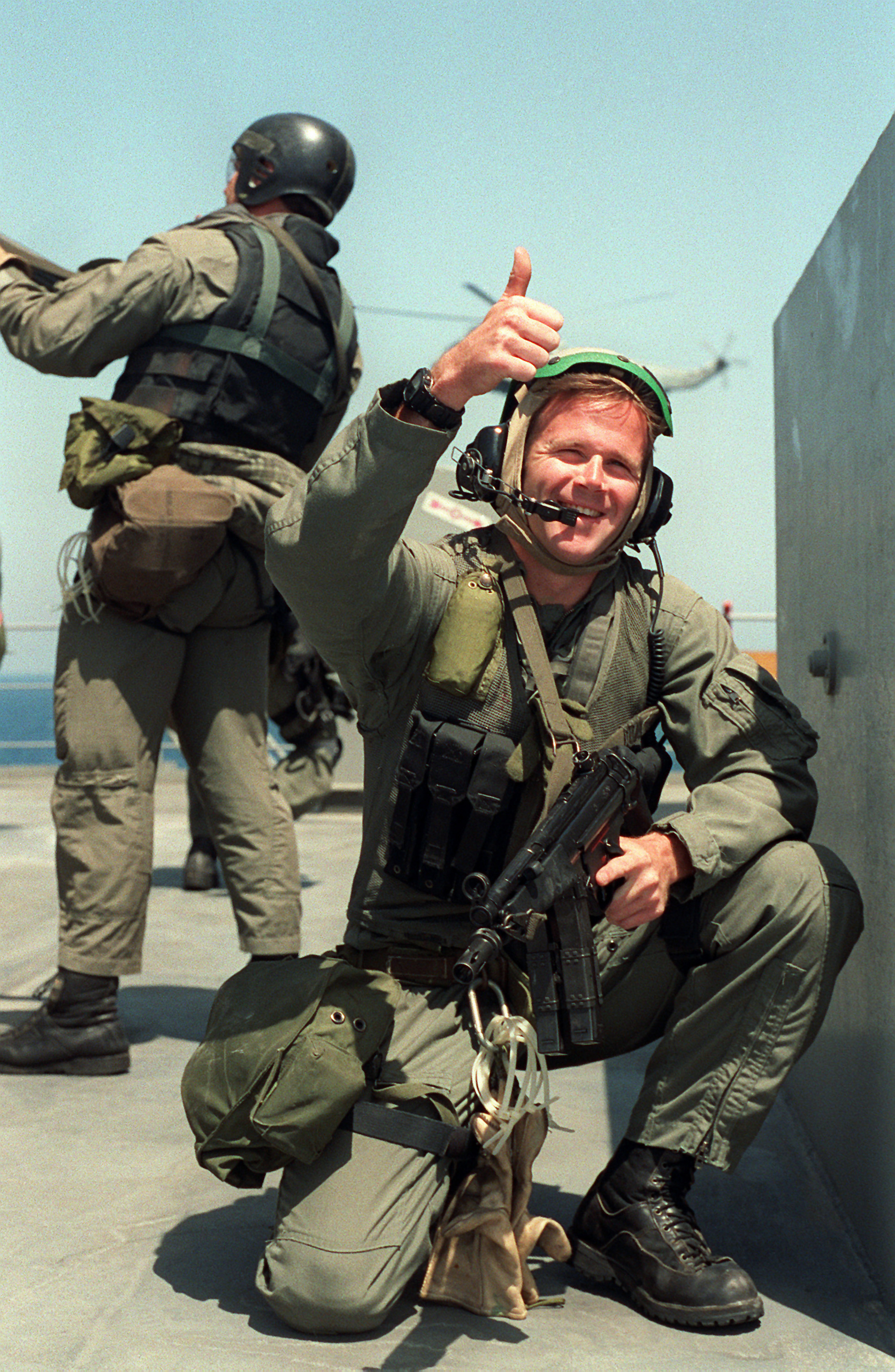
砂漠の嵐作戦で、MP5と2本のマガジンをクリップで固定した米海軍特殊部隊員。
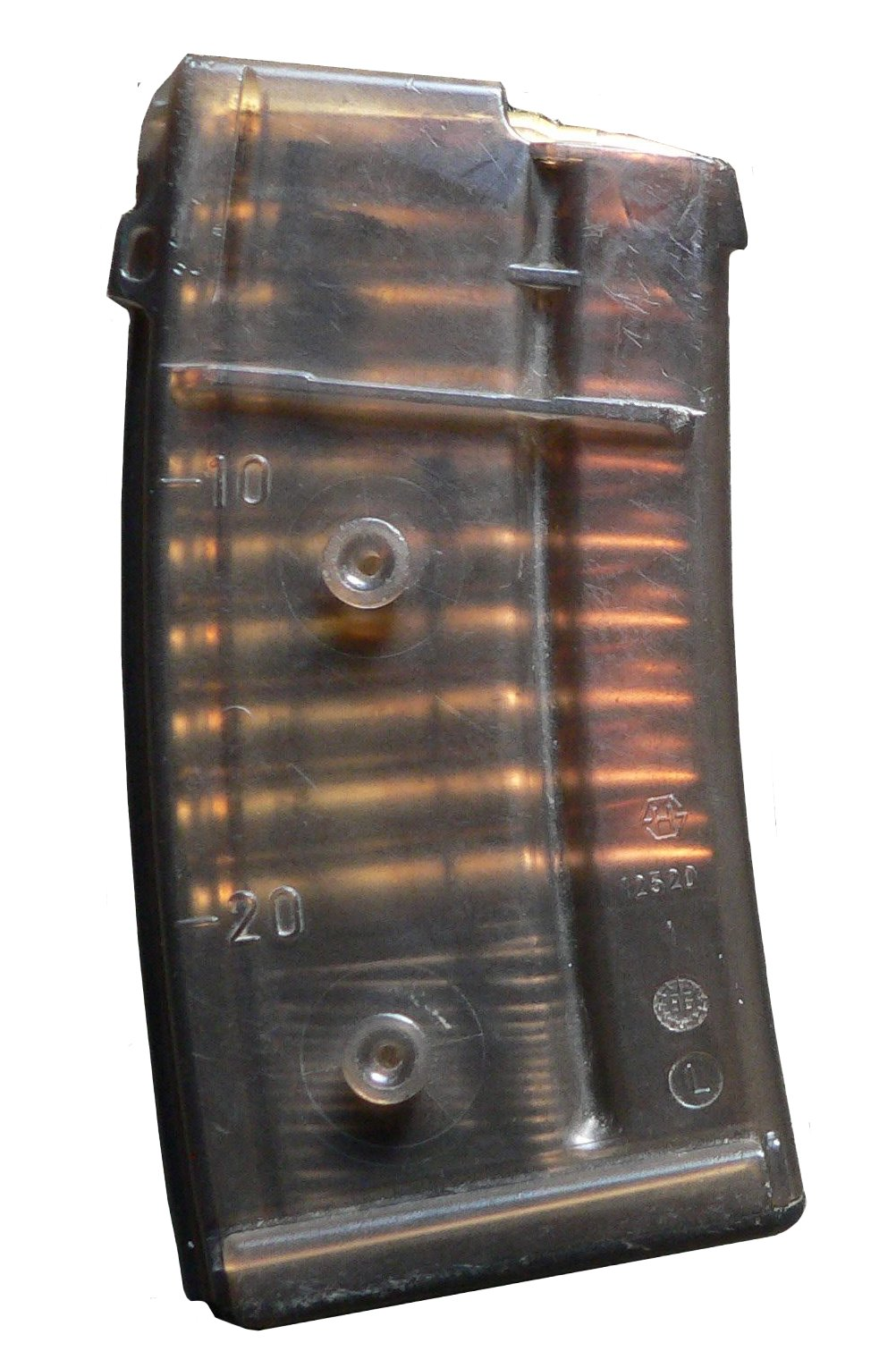
SIG550用ボックスマガジンで、複数のマガジンをスタッキングして収納できるスタッド付き。
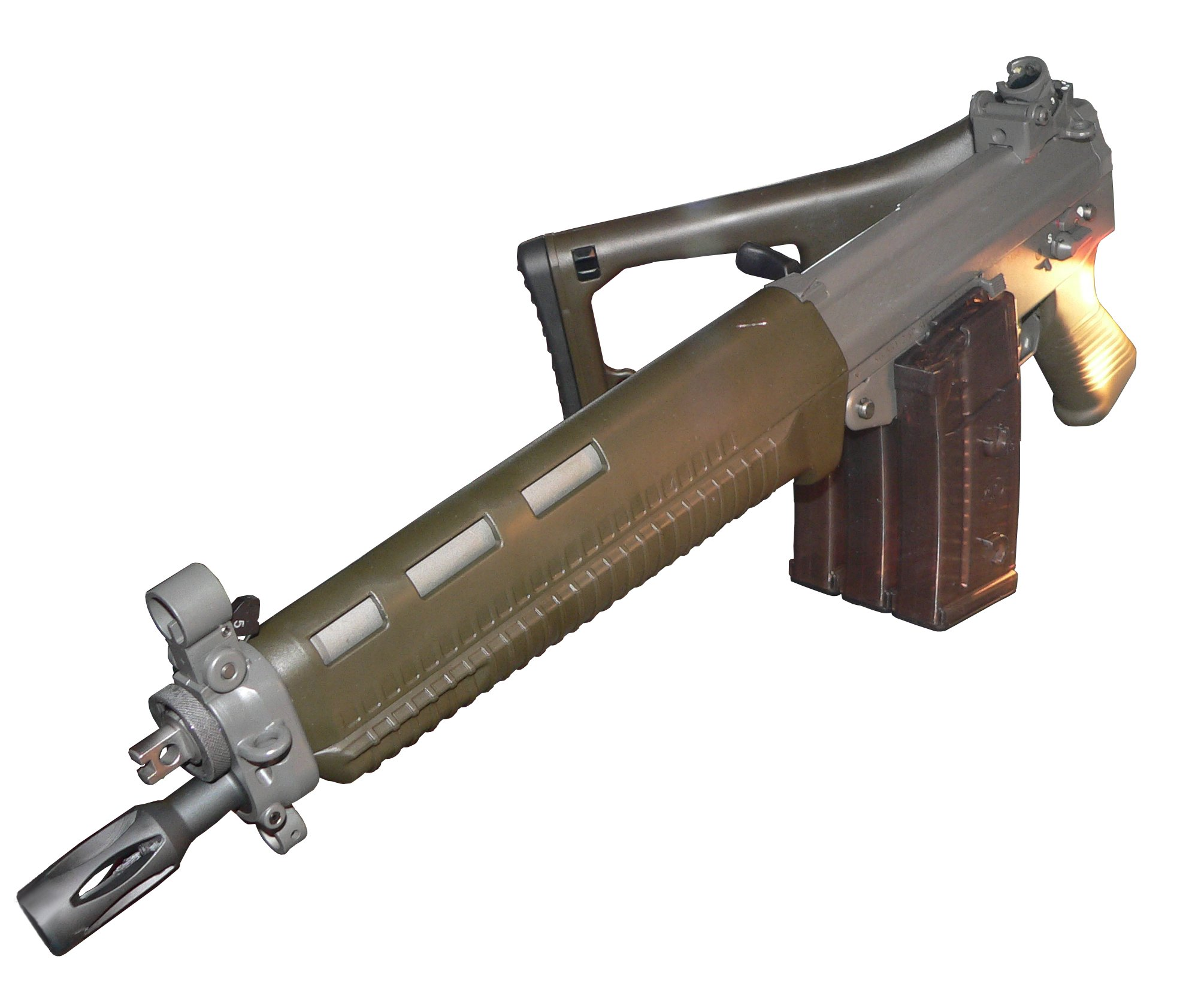
3本のマガジンがまとめられたSIGSG551。
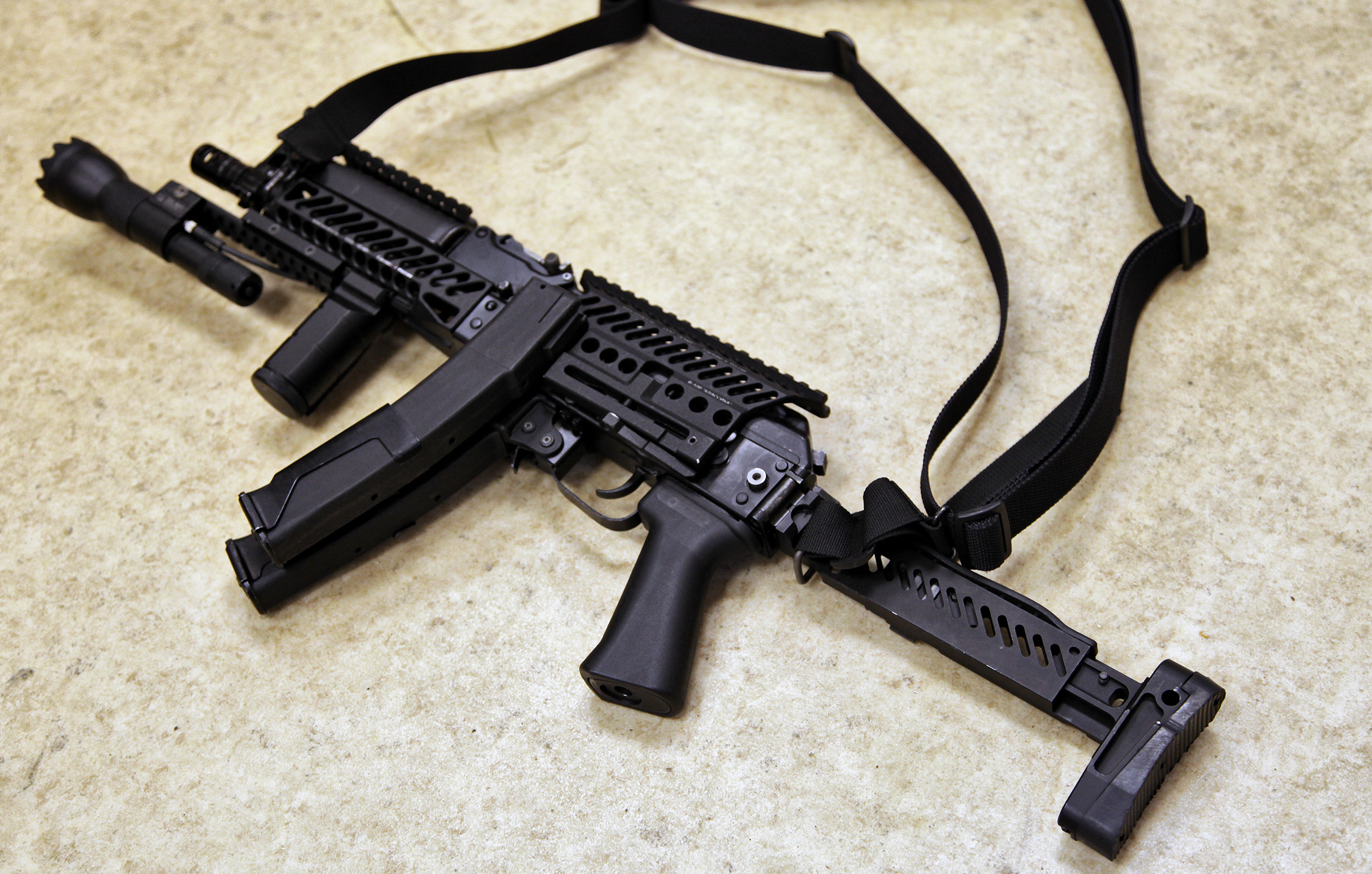
2つのマガジンを結合できる留め具が付いたPP-19 Vityaz
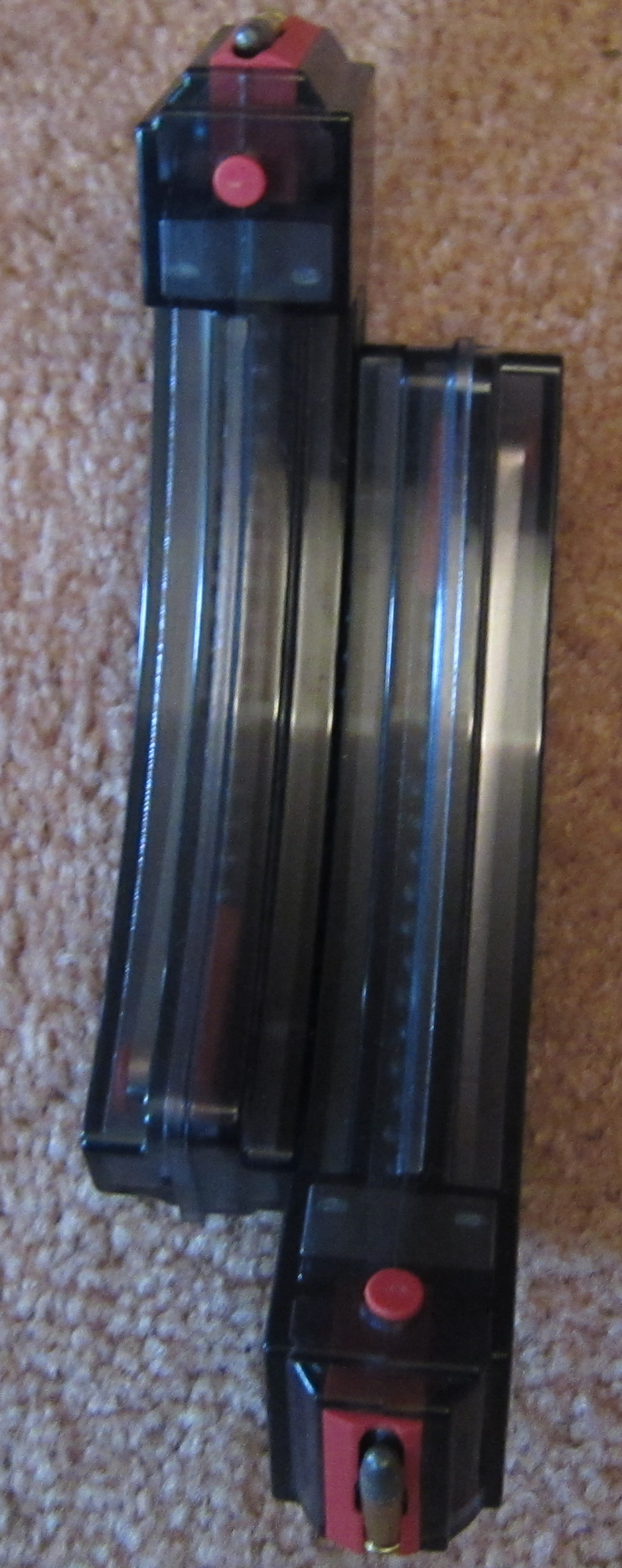
ルガー10/22のマガジンを2本装着。
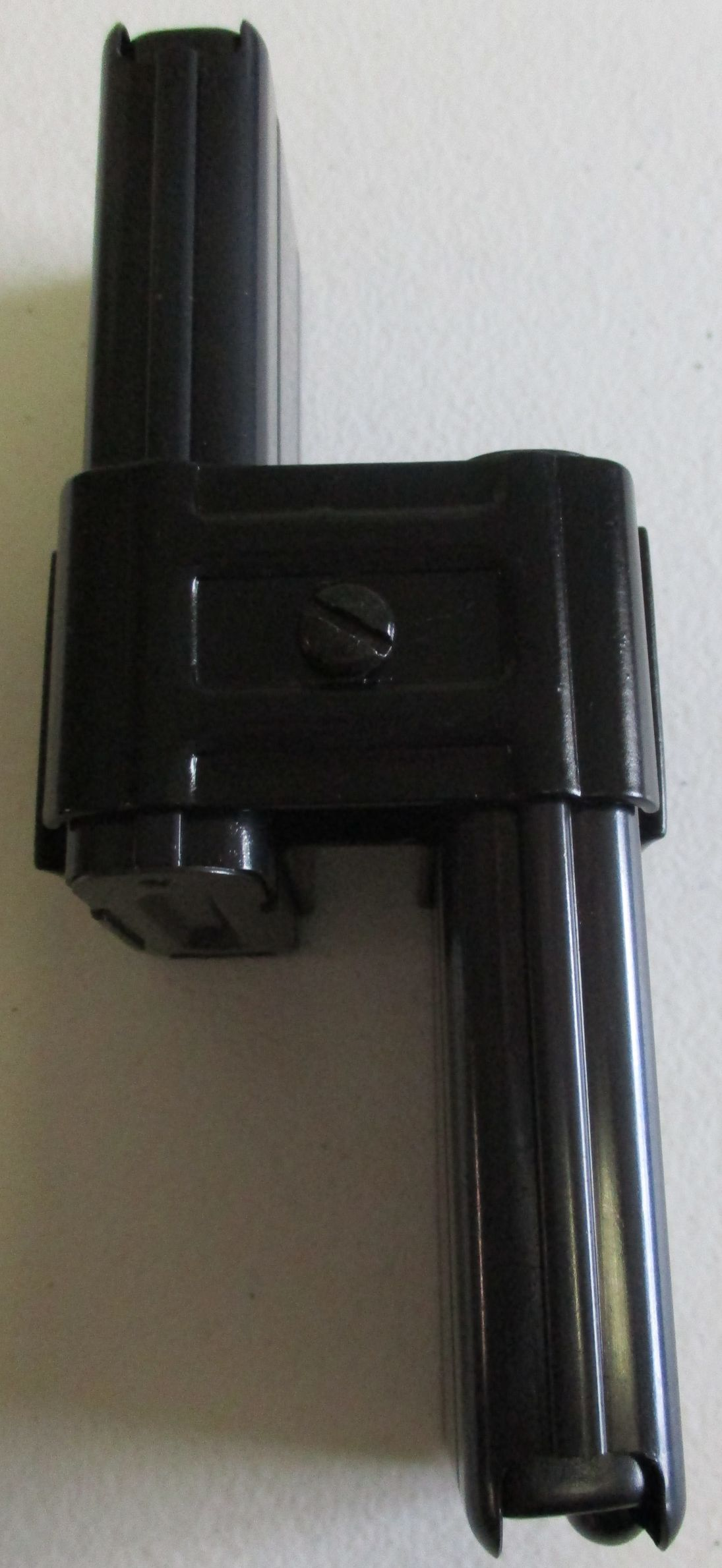
M1カービンの15連マガジンが2本、クリップで装着されている。
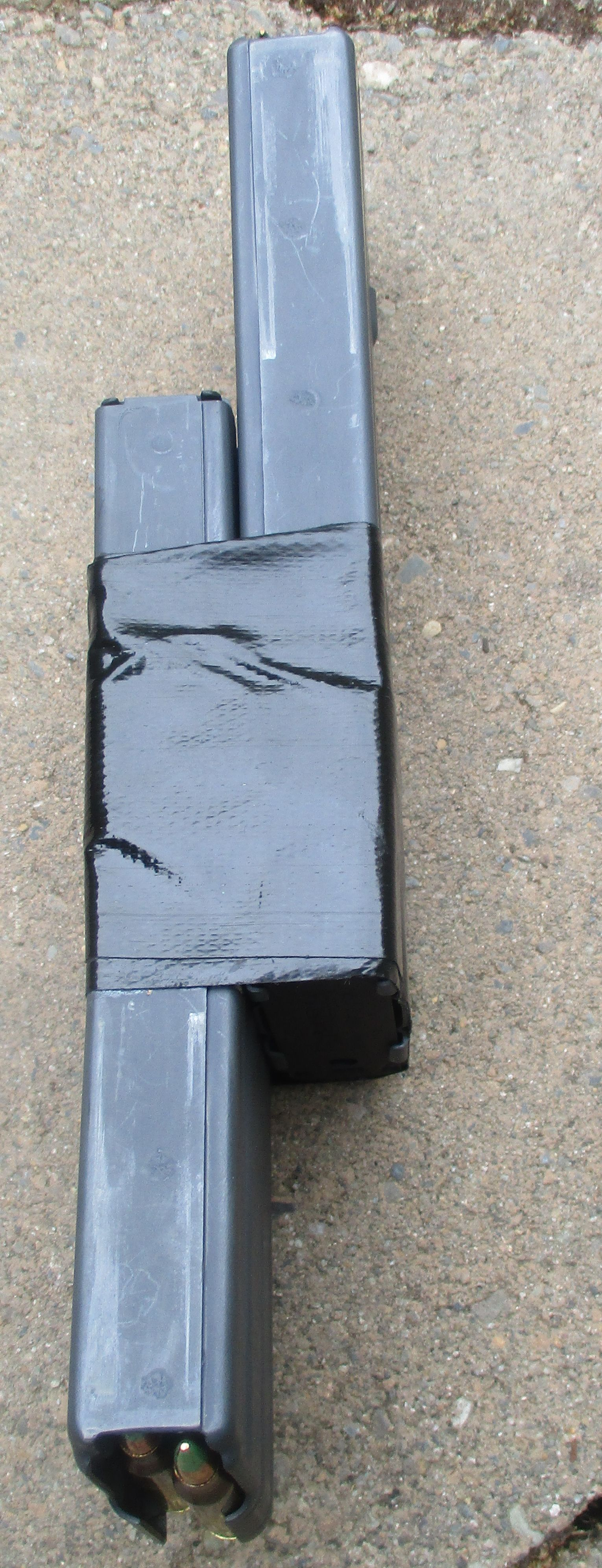
STANAGマガジンを2本ガムテープで固定。
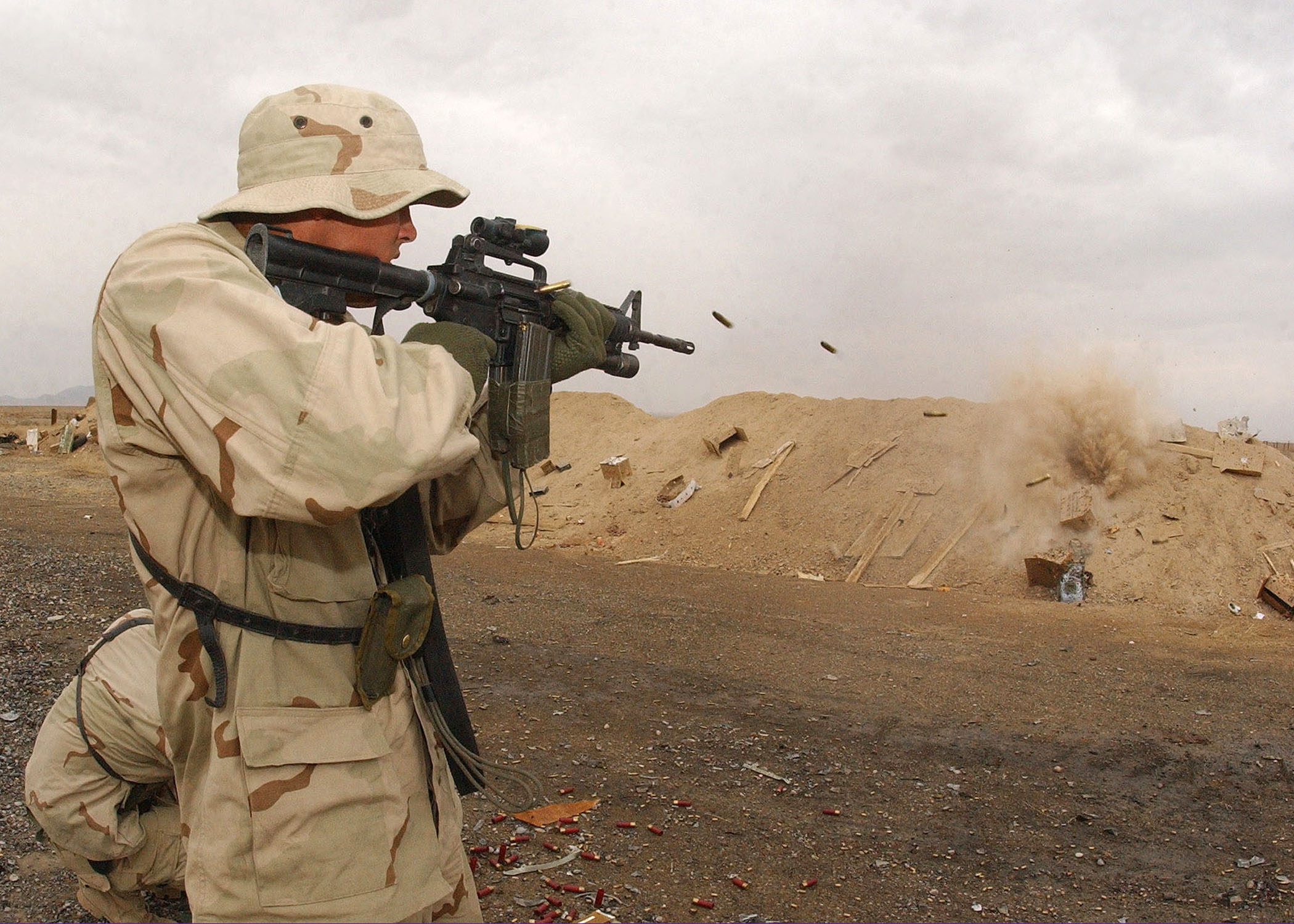
M4カービンに即席のジャングルスタイル。
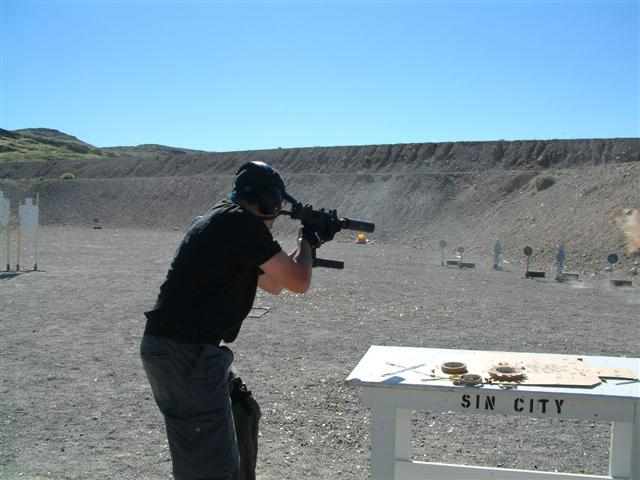
マガジンを水平に連結したミニUzi。
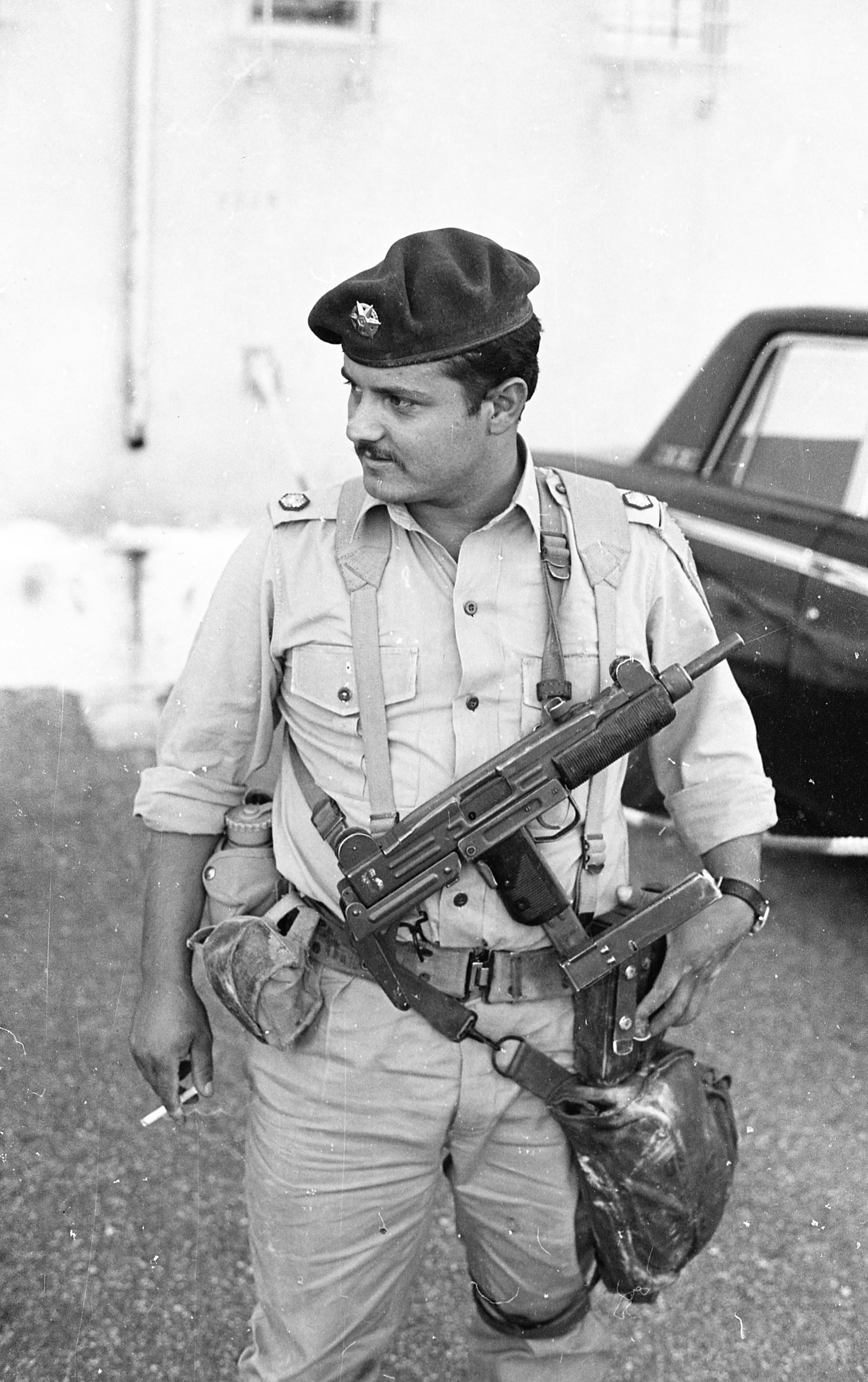
同様に特徴的なL字型のマガジンクリップを装着したUZI。